# Casino Estoril
El Casino Estoril está situado en el municipio de Cascais, a 18 kilómetros al suroeste de Lisboa, Portugal. Fue inaugurado el 16 de agosto de 1931. Durante la Segunda Guerra Mundial fue frecuentado por espías, monarcas destronados y aventureros de guerra, por lo que sirvió de inspiración a Ian Fleming para escribir la novela Casino Royale, la primera de la serie 007. En la década de 1960 el Casino Estoril sufrió una importante ampliación que lo convirtió en el casino más grande de Europa. Actualmente aun ostenta dicha condición.
|                   |                |
| Casino de Estoril | Vista nocturna |